# مارتن غولدسميث
مارتن غولدسميث (بالإنجليزية: Martin Goldsmith)‏ (6 نوفمبر 1913، نيويورك في الولايات المتحدة - 24 مايو 1994، شيرمان أوكس في الولايات المتحدة)؛ كاتب سيناريو وروائي أمريكي.

## روابط خارجية
- مارتن غولدسميث على موقع IMDb (الإنجليزية)
- مارتن غولدسميث على موقع ألو سيني (الفرنسية)
- مارتن غولدسميث على موقع أول موفي (الإنجليزية)
- مارتن غولدسميث على موقع أول موفي (الإنجليزية)
- مارتن غولدسميث على موقع قاعدة بيانات الفيلم (الإنجليزية)
- مارتن غولدسميث على موقع كينوبويسك (الروسية)